# ونرا ۳
```
ونرا ۳
 (
روسی
: 
Венера-3
 به معنای 
زهره ۳
) یک 
کاوشگر فضایی
 
برنامه ونرا
 بود که توسط 
اتحاد جماهیر شوروی
 برای کشف سطح 
زهره
 ساخته و راه اندازی شد. این کاوشگر در 
ساعت
 ۰۴:۱۹ 
UTC
 روز ۱۶ نوامبر ۱۹۶۵ از 
بایکونور
، 
قزاقستان
، 
اتحاد جماهیر شوروی آغاز شد
. این کاوشگر شامل یک کاوشگر ورودی، طراحی شده برای ورود با چتر نجات به سطح زهره، و یک فضاپیمای حامل / پرواز است
[
۱
]
[
۲
]
 که کاوشگر ورود به زهره را حمل می‌کرد و همچنین به عنوان یک رله ارتباطی برای کاوشگر ورودی استفاده می‌شد.
```

## تاریخچه
در طول سال ۱۹۶۵، کمیته مرکزی، با ناامیدی از سابقه ضعیف دفتر طراحی OKB-1 سرگئی کورولف، مجدداً برنامه کاوشگر سیاره ای را به دفتر لاوچکین واگذار کرد. در طول بیش از دوازده سال از سال ۱۹۵۸، لونا ۲ و لونا ۳ تنها کاوشگرهایی بودند که تمام اهداف مأموریت خود را انجام دادند. در این میان، ایالات متحده با کاوشگر مارینر ۲ زهره و کاوشگر مارینر ۴ مریخ موفق شده بود، همچنین کاوشگر رنجر ۶ پس از یک رشته طولانی خرابی، با موفقیت توانست روی ماه (با یک سیستم تلویزیون شکست خورده) بنشیند، و رنجر ۷ با موفقیت اقدام به ارسال یک سری تصاویر از ماه در تلویزیون نموده بود.
دفتر لاوچکین یک برنامه آزمایش جامع از کاوشگرهای ونرا و لونا را آغاز کرد، در حالی که کروولف همیشه مخالف ایده تست‌های کوتاه بود، مگر در فضاپیمای سرنشین دار. از دیگر نقص‌های طراحی آنها، این بود که فرود آورنده‌های ونرا پس از اینکه تحت آزمایش سانتریفیوژ قرار گرفتند، نیمی از نیروهای جی را که قرار بود آنها را برطرف کنند اما شکست خوردند.

## مأموریت
مأموریت این فضاپیما فرود آمدن روی سطح زهره بود. تجهیزات این کاوشگر شامل یک سیستم ارتباطی رادیویی، ابزارهای علمی، منابع انرژی الکتریکی و مدالیون‌هایی بود که پوشنده‌های اتحاد جماهیر شوروی را تحمل می‌کردند. کاوشگر قبل از پرتاب استریل شده بود.
این کاوشگر پس از ۶۰۵۰۵۰ کیلومتر مسیر اولیه زهره را گم کرد و در ۲۶ دسامبر ۱۹۶۵ مانور تصحیح دوره انجام شد که این کاوشگر را به مسیر برخورد با سیاره رساند. تماس با کاوشگر در ۱۵ فوریه ۱۹۶۶ احتمالاً به دلیل گرمای بیش از حد از بین رفت.
کاوشگر ورودی در اول مارس ۱۹۶۶ به زهره سقوط کرد، ونرا ۳ را به عنوان اولین کاوشگر فضایی که به سطح سیاره دیگری برخورد کرد، ثبت کرده‌اند. دیوید لورینگتون در کتاب خود در سال ۲۰۰۰ نوشت که اتحاد جماهیر شوروی سه ماه زودتر از آنچه در ابتدا گزارش شده بود ارتباط با فضاپیما را از دست داد و گمان کرد احتمالاً این کاوشگر تأثیری در زهره نداشته‌است.

## سازه‌ها

### سیستم برق
سیستم برق فضاپیمای حامل از آنجایی که اولین استفاده عملی از سلولهای خورشیدی گالیم آرسنید (GaAs) در فضا بود، قابل توجه بود. سلولهای خورشیدی GaAs، ساخته شده توسط Kvant، به دلیل عملکرد بالاتر در محیط‌های دمای بالا انتخاب شدند. دو پنل خورشیدی دو متر مربع باتری‌های قابل شارژ را شارژ می‌کردند.
کاوشگر ورودی باتری با استفاده از باتری‌های قابل شارژ نبود

### اتوبوس بین سیاره ای

#### تجهیزات غیر علمی
- فرستنده و گیرنده در فرکانس UHF.
- سوئیچ‌های تله متری؛
- سیستم تراز و حرکت ایستگاه تصحیح: میکروموتورها، جت‌های گاز، سنسورهای موقعیت پروب الکتروپتریک و ژیروسکوپ‌ها.
- کنترلر رایانه ای تمام سیستم‌های پروب.

#### تجهیزات علمی
- سه مغناطیس سنج دروازه شار برای اندازه‌گیری میدان‌های مغناطیسی بین سیاره ای.
- شمارنده تخلیه و ردیاب نیمه هادی برای مطالعه اشعه کیهانی؛
- سنسورهای ویژه (تله) برای اندازه‌گیری جریان ذرات باردار و تعیین میزان مصرف کم انرژی مقادیر جریانهای پلاسما خورشیدی و طیفهای انرژی آنها.
- سنسورهای پیزوالکتریک برای ریزگردها تحقیق؛
- اندازه‌گیری میزان انتشار گازهای رادیویی کیهانی در فواصل طول موج ۱۵۰ و ۱۵۰۰ متر و تا ۱۵ کیلومتر

کاوشگر در عدم داشتن ردیاب میکرومتریت از ونرا ۲ متفاوت بود.

### لندر
- فتومتر[۴]
- آنالایزر گاز
- سنسور دما، فشار و تراکم
- آشکارساز حرکت
- پیشخوان گاما ری